# ポール・ウォーカー
ポール・ウィリアム・ウォーカー4世（Paul William Walker IV, 1973年9月12日 - 2013年11月30日）ことポール・ウォーカーは、アメリカ合衆国カリフォルニア州出身の俳優。身長188cm。ブラジリアン柔術茶帯（死後、黒帯が寄贈された）。

## 経歴
イングランド、アイルランドおよびドイツ系、父のポール・ウィリアム・ウォーカー3世はアマチュアボクサーで2度ゴールデン・グローブを獲得するほどであったが、家族を養うために下水道工事の下請け業を営んでいた。父方の祖父"アイリッシュ"ビリー・ウォーカーも、プロボクサーとして活躍していた。4人兄妹弟の長男で、すぐ下に妹1人（一般人）と2人の弟（ケイレブ・ウォーカーとコディ・ウォーカー）がいる。
母の影響で2歳の頃に赤ちゃんモデルとして活動を始め、いくつかのCMに出演した後、1980年代前半には子役として活躍し、B級映画やテレビドラマに出演した。高校進学後、いったんショービズの世界から離れて数年はごく普通の高校生活を送る。在学中、子役時代からのエージェントから声がかかり、アルバイト感覚で俳優活動を再スタートさせる。高校卒業後にいくつかのコミュニティ・カレッジで生物海洋学を学ぶもコンスタントに仕事が入り、その後は復学・休学を繰り返す。
1990年代後半から、映画にキャスティングされるようになり、ルックスからティーン映画への出演が多くなる。1999年の『バーシティ・ブルース』『シーズ・オール・ザット』あたりからティーンの間で注目された。
2001年、ヴィン・ディーゼルと共に出演したカーアクション映画『ワイルド・スピード』が大ヒットし、世界的にも知られる。続編にも出演（第3作目を除く）。第7作『ワイルド・スピード SKY MISSION』の撮影期間中、下記の事故によって死去した。

### 来日
2003年夏に『ワイルド・スピードX2』の舞台挨拶付プレミア上映会が東京国際フォーラムで行われた。エヴァ・メンデス、デボン青木を始め主演のポール・ウォーカーも登壇。国際フォーラム内でレッドカーペットイベントも開催された。お花のプレゼンターとして、小池栄子さんもゲストとして登壇。主演のポール・ウォーカーは来阪キャンペーンも行っている。
2009年9月30日に『ワイルドスピード MAX』ジャパンプレミアが、新木場スタジオ・コーストで行われた。主演のポール・ウォーカーとヴィン・ディーゼル、日本語吹替版ジゼル役の藤井リナさんがお花のプレゼンターとして登壇。

### 事故死

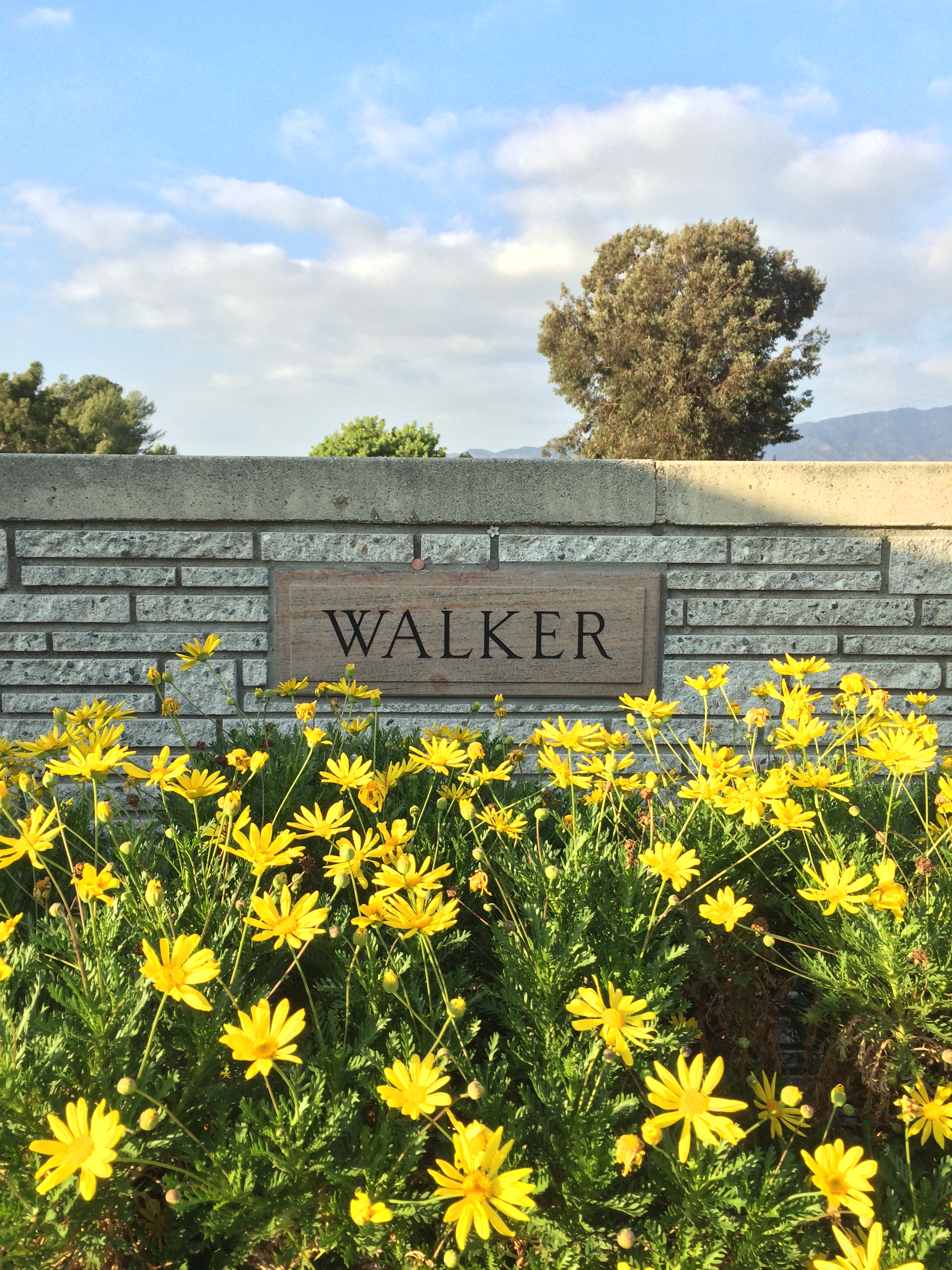
ポール・ウォーカーの墓

2013年11月30日、フィリピンの台風罹災者のための資金提供を募るチャリティーイベントに出席した後、ロジャー・ロダス（Roger Rodas、38歳。ポールの友人でレーシングドライバー。資金面での相談相手にもなっていた人物）が運転する赤いポルシェ・カレラGTの助手席に乗り、帰路についた。
しかし15時30分 (PST)、カリフォルニア州・サンタクラリタでコンクリート製の街灯や街路樹に衝突する事故を起こし爆発炎上。2人は現場で死亡が確認された。40歳没。
事故の様子は防犯カメラなどに記録されており、それらの分析から、現場は制限速度45 mph (72 km/h) であったが、運転していたロダスは80 mph (128 km/h) ～ 95mph (150 km/h) 程の速度を出していたことが判明した。
TMZによると裁判所は、事故の責任が運転していたロジャーに一部あるとして、ポール・ウォーカーの娘メドウ・ウォーカーは1000万ドルの損害賠償受領の決定が明らかになった。

### 遺作
遺作である第7作『ワイルド・スピード SKY MISSION』は、クランクアップ前にポールが交通事故死したことにより、一部の登場シーンではCGによる合成およびケイレブとコディによる代役が用いられている。今作のエンドクレジットではポールに捧ぐという一文がある。

## 私生活
元ガールフレンドとの間には1998年に生まれた一人娘（メドウ・レイン・ウォーカー）がいるが、結婚はしていなかった。なお、娘はモデルをしており、2021年10月には結婚を発表している。なお、父の死後ではあるが父がシリーズ出演していた事で有名な『ワイルド・スピードシリーズ』の一つである『ワイルド・スピード／ファイヤーブースト（原題：Fast X）』にカメオ出演したことがある。
大の自動車好きでもあり、『ワイルド・スピードシリーズ』に登場したトヨタ・スープラや日産・スカイラインGT-Rを、実生活でも所有していた。
2011年、日産・GT-R（R35）を運転しに神奈川県横須賀市を訪れたこともある。

## 主な出演作品
| 公開年 | 邦題 原題                                                           | 役名                   | 備考           | 日本語吹替                                                                     |
| ------ | ------------------------------------------------------------------- | ---------------------- | -------------- | ------------------------------------------------------------------------------ |
| 1986   | モンスター・イン・ザ・クローゼット/暗闇の悪魔 Monster in the Closet | プロフェッサー         |                | 坂本千夏                                                                       |
| 1987   | 殺人サイボーグ リタリエーター Programmed to Kill                    | ジェイソン・マシューズ |                | 増田裕生                                                                       |
| 1998   | ディードル・ブラザーズ/悪ノリ双子の大作戦 Meet the Deedles          | フィル・ディードル     |                |                                                                                |
| 1998   | カラー・オブ・ハート Pleasantville                                  | スキップ・マーティン   |                | 私市淳                                                                         |
| 1999   | バーシティ・ブルース Varsity Blues                                  | ランス・ハーバー       |                | 成田剣                                                                         |
| 1999   | シーズ・オール・ザット She's All That                               | ディーン・サンプソン   |                | 相沢正輝                                                                       |
| 1999   | ブロークダウン・パレス Brokedown Palace                             | ジェイソン             | クレジットなし | 吉田孝                                                                         |
| 2000   | ザ・スカルズ/髑髏の誓い The Skulls                                  | ケレブ・マンドレーク   |                | 渋谷茂                                                                         |
| 2001   | ワイルド・スピード The Fast and the Furious                         | ブライアン・オコナー   |                | 森川智之（ソフト版） 堀内賢雄（テレビ朝日版） 高橋広樹（ザ・シネマ版）         |
| 2001   | ロードキラー Joy Ride                                               | ルイス・トーマス       |                | 坪井智浩（ソフト版） 森川智之（テレビ東京版）                                  |
| 2003   | ワイルド・スピードX2 2 Fast 2 Furious                               | ブライアン・オコナー   |                | 森川智之（ソフト版） 堀内賢雄（テレビ朝日版） 高橋広樹（ザ・シネマ版）         |
| 2003   | タイムライン Timeline                                               | クリス・ジョンストン   |                | 玉木宏                                                                         |
| 2004   | NOEL ノエル Noel                                                    | マイク・ライリー       |                | 咲野俊介                                                                       |
| 2005   | イントゥ・ザ・ブルー Into the Blue                                  | ジャレッド             |                | 森川智之                                                                       |
| 2006   | ワイルド・バレット Running Scard                                    | ジョーイ・ガゼル       |                | 小杉十郎太                                                                     |
| 2006   | 南極物語 Eight Below                                                | ジェリー・シェパード   |                | 平田広明                                                                       |
| 2006   | 父親たちの星条旗 Flags of Our Fathers                               | ハンク・ハンセン       |                | 森川智之                                                                       |
| 2007   | ボビーZ The Death and Life of Bobby Z                               | ティム・カーニー       |                | 森川智之                                                                       |
| 2008   | L プロジェクト The Lazarus Project                                  | ベン                   |                | 森川智之                                                                       |
| 2009   | ワイルド・スピード MAX Fast & Furious                               | ブライアン・オコナー   |                | 高橋広樹（劇場公開・ソフト版1） 森川智之（ソフト版2） 藤原啓治（テレビ朝日版） |
| 2010   | テイカーズ Takers                                                   | ジョン・ラーウェイ     |                | 土屋直人                                                                       |
| 2011   | ワイルド・スピード MEGA MAX Fast Five                               | ブライアン・オコナー   |                | 高橋広樹（劇場公開版） 尾崎英二郎（機内上映版）                                |
| 2013   | 逃走車 Vehicle 19                                                   | マイケル・ウッズ       | 兼製作総指揮   | 高橋広樹                                                                       |
| 2013   | ハリケーンアワー Hours                                              | ノーラン・ヘイズ       | 兼製作総指揮   | 阪口周平                                                                       |
| 2013   | ワイルド・スピード EURO MISSION Fast & Furious 6                    | ブライアン・オコナー   |                | 高橋広樹                                                                       |
| 2013   | スティーラーズ Pawn Shop Chronicles                                 | ロウドッグ             | 兼製作         | 日野聡                                                                         |
| 2014   | フルスロットル Brick Mansions                                       | ダミアン・コリアー     | 遺作           | 森川智之                                                                       |
| 2015   | ワイルド・スピード SKY MISSION Fast & Furious 7                     | ブライアン・オコナー   | 遺作           | 高橋広樹                                                                       |

## 日本語吹き替え
主に担当したのは、以下の二人である。
森川智之
『ワイルド・スピード』（ソフト版）で初担当。以降、主に初期の出演作を担当したほか、遺作である『フルスロットル』も吹き替えた。
ポールの訃報を知った際には「私は彼の出演作品を何作か吹き替えさせていただきましたが、あまりにも突然の訃報に言葉が出ません。これからの彼の活躍が観られないと思うと、とても残念でなりません」とブログで追悼の言葉を綴っている。
高橋広樹
『ワイルド・スピード MAX』（劇場公開版）で初担当。以降、同シリーズの後期などキャリア終盤の作品を担当。
『ワイルド・スピード SKY MISSION』公開時には「ありがとうポール。そして彼の弟たち、そして全てのファミリーのみんな」と撮影半ばで急逝したポールと代役を務めた弟二人に感謝の言葉を寄せた。
このほかにも、堀内賢雄、成田剣、平田広明、咲野俊介、小杉十郎太、坪井智浩、阪口周平、日野聡なども声を当てている。